# Avulsione
L'avulsione è un modo di acquisizione di un diritto reale di proprietà.

## Descrizione
Nel diritto romano, l'avulsio (chiamata anche incrementum patens), indicava il fenomeno naturale del distacco di una parte di un fondo rivierasco ad opera di un fiume, e l'unione della parte distaccata con un fondo posto più a valle. In tal caso, secondo il diritto del periodo classico la proprietà della parte del fondo distaccata permaneva in capo al proprietario originario.
Nel diritto del periodo post classico, qualora la parte del fondo a monte si unisca saldamente al fondo a valle attraverso le radici degli alberi, la proprietà si acquista a favore del proprietario del fondo a valle.
Il principio valevole per il periodo classico è descritto dal giurista romano Gaio nelle sue Istituzioni: 
| G. 2.71 «Si flumen partem aliquam ex tuo praedio resciderit et ad meum praedium pertulerit, haec pars tua manet». | Se il fiume abbia distaccato una qualche parte del tuo fondo e lo abbia trasportato nel mio, tale pezzo rimane tuo. |

Il principio valevole per il periodo postclassico è descritto nelle Istituzioni giustinianee:
| I.12.1.21: «Quodsi vis fluminis aliquam ex tuo praedio detracxerit et vicini praedio appulerit, palam est eam tuam permanere. Plane si longiore tempore fundo vicini haeserit arboresque, quas secum traxerit, in eum fundum radices egerint, ex eo tempore videntur vicini fundo adquisitae esse». | Se poi la forza del fiume abbia staccato una parte dal tuo fondo, e la abbia trasportata nel fondo del vicino, è di evidenza che tale pezzo rimane tuo. Certo, se trascorso un certo tempo si sia attaccato al fondo del vicino e gli alberi che trasportava abbiano messo radici in tale fondo, dopo quel tempo si ritiene che si sia verificato l'acquisto a favore del fondo vicino. |

Assimilabile all'avulsio era l'ipotesi della crusta lapsa, ossia della caduta di una porzione di terra da un fondo superiore su un fondo inferiore a seguito di una frana.